# Ašdod (maják)
Maják Ašdod (hebrejsky: מגדלור אשדוד, anglicky: Ashdod Light) se nachází na jih od přístavu Ašdod v městě Ašdod v Izraeli, ve východní části Středozemního moře.

## Historie
Maják byl postaven v rámci výstavby přístavního vybavení v roce 1966 na kopci Jonah v jižní části přístavu Ašdod v nadmořské výšce 53 m. Maják se objevil na známce vydané v roce 2009.

## Popis
Maják je 42 metry vysoká betonová věž v horní části je válcová, která nese další komunikační zařízení. Válcová část je nesena třemi žebry na půdorysu pravidelného Y. Spodní část má šedou barvu betonu, válcová část je natřena červeno-bíle šachovnicovým vzorem. Lucerna a čočka byly dovezeny z majáku Jaffa, který byl zrušen. Maják je vojenským objektem, veřejnosti nepřístupný.

## Data
- výška světla 76 m n. m.
- výška věže 42 m
- tři záblesky bílé světlo každých 20 sekund
- dosah 41 km

označení
- Admiralty E5967
- NGA 113-21260
- ARLHS ISR-001

## Galerie

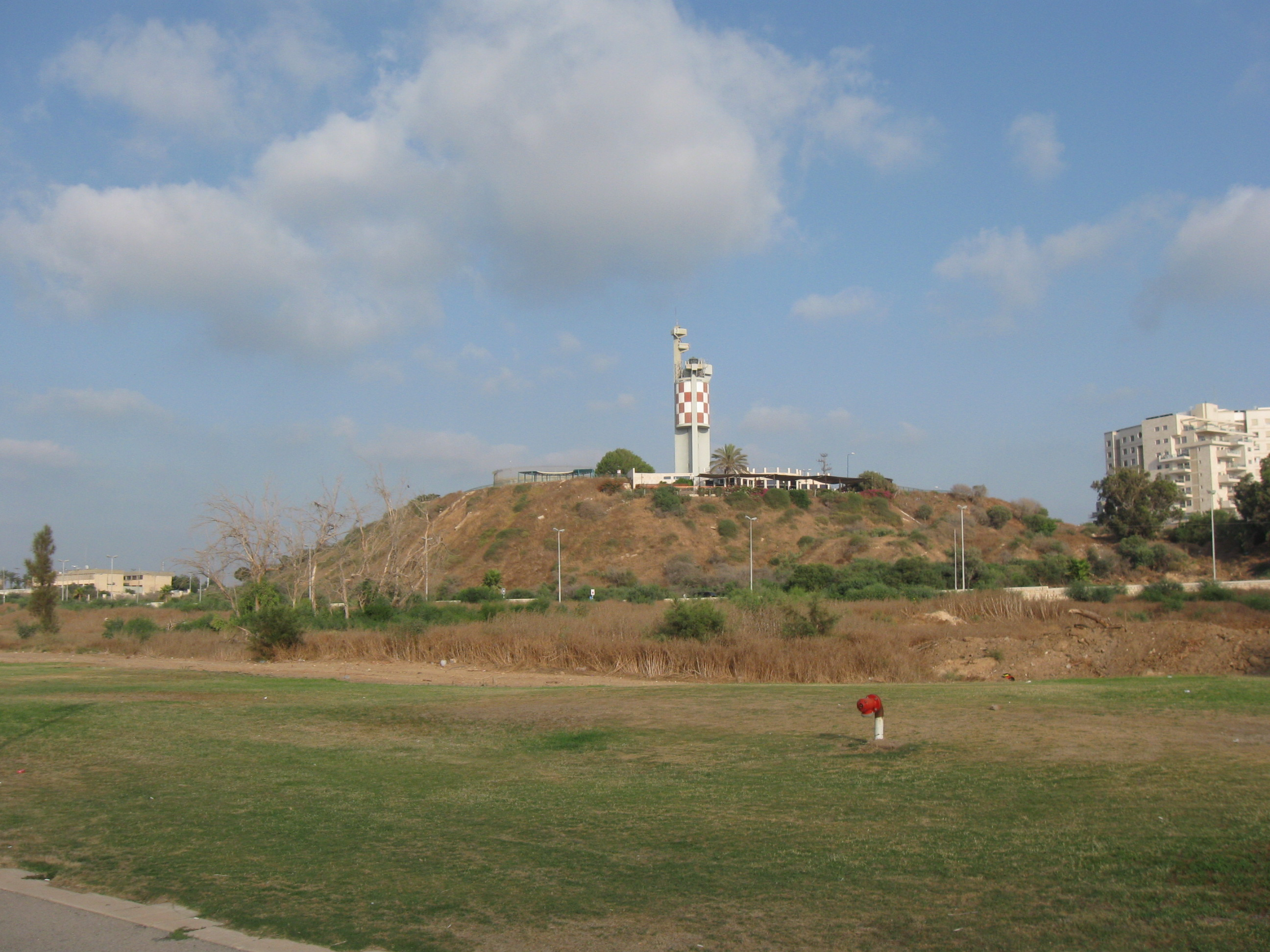
Kopec Yona s majákem
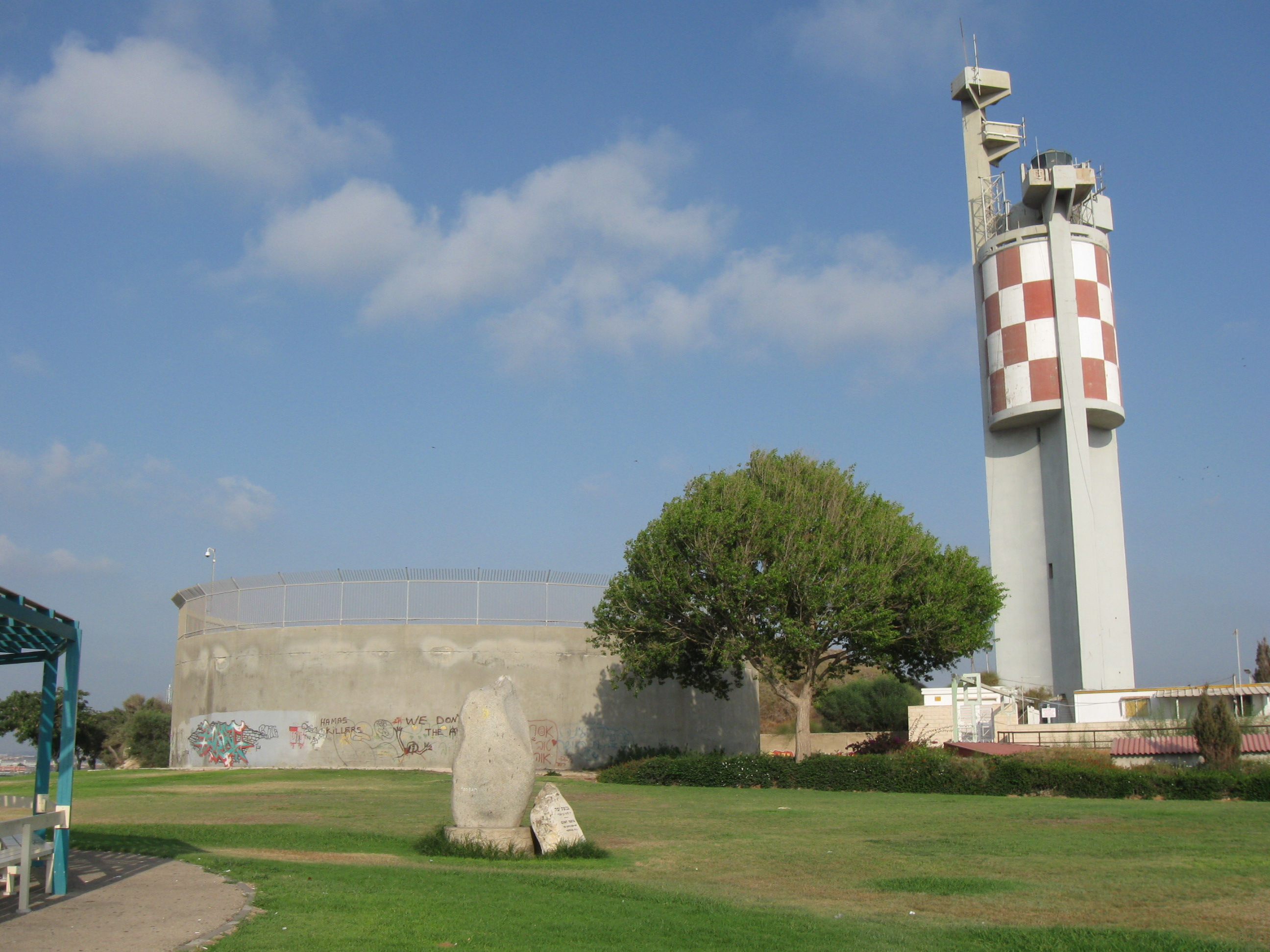